# John Wengraf
John Wengraf (eigentlich Hans Wengraf; * 23. April 1897 in Wien; † 4. Mai 1974 in Santa Barbara, Kalifornien) war ein österreichischer Schauspieler.

## Leben
Wengraf erhielt seine Ausbildung an der Akademie für Musik und darstellende Kunst in Wien und gab sein Debüt 1919 am dortigen Komödienhaus. Seine weiteren Bühnenstationen waren Berlin, Frankfurt am Main und Hamburg. Dort war er am Deutschen Schauspielhaus und am Thalia Theater auch als Theaterregisseur aktiv. Von 1931 bis 1933 gehörte er zum Ensemble des Wiener Burgtheaters. Nach dem „Anschluss Österreichs“ emigrierte er 1938 in die Tschechoslowakei, nach der deutschen Besetzung der „Rest-Tschechei“ im Frühjahr 1939 floh er von Prag nach London. Dort änderte er seinen Vornamen Hans in John und spielte weiterhin Theater.
Bei Beginn des Zweiten Weltkriegs 1939 wurde er Sprecher der Reihe The Austrian Voice im Rahmen der BBC-Auslandsprogramme. 1941 siedelte er in die USA über. Dort hatte er mehrfach Auftritte an New Yorker Bühnen. Vor allem aber wurde Wengraf, der bereits 1922 in einigen Stummfilmen mitgewirkt hatte, nun Filmschauspieler. Er verkörperte im amerikanischen Film zunächst Nazischurken. Nach Kriegsende war er daneben aber auch als Emigrant oder in den Rollen von Vätern und einfachen Männern zu sehen. In Der Fall Cicero spielte er 1951 den deutschen Botschafter Franz von Papen, in dem Film Hitler von 1962 übernahm er die Rolle des Dr. Morell.

## Filmografie
- 1922: Frau Tod
- 1922: Die Menschen, die nennen es Liebe
- 1922: Homo sum
- 1934: Bretter, die die Welt bedeuten
- 1940: Gestapo (Night Train to Munich)
- 1942: Gangsterfalle (Lucky Jordan)
- 1943: Sahara
- 1944: Das siebte Kreuz (The Seventh Cross)
- 1945: Hotel Berlin
- 1945: Weekend im Waldorf (Week-End at the Waldorf)
- 1946: Morgen ist die Ewigkeit (Tomorrow Is Forever)
- 1946: Auf Messers Schneide (The Razor’s Edge)
- 1947: Geheimagent T (T-Men)
- 1948: Im Banne der roten Hexe (Wake of the Red Witch)
- 1949: The Lovable Cheat
- 1951: Der Fall Cicero (Five Fingers)
- 1953: Tropische Abenteuer (Tropic Zone)
- 1953: Madame macht Geschichte(n) (Call Me Madam)
- 1953: Flug nach Tanger (Flight to Tangier)
- 1953: Die Wüstenratten (The Desert Rats)
- 1954: Fluß der Rache (The Gambler from Natchez)
- 1955: Der Favorit (The Racers)
- 1956: Nur Du allein  (Never Say Goodbye)
- 1957: Stolz und Leidenschaft (The Pride and the Passion)
- 1957: Woodoo – Blutrausch des Dschungel (The Disembodied)
- 1958: Draculas Blutnacht (The Return of Dracula)
- 1960: Das Geheimnis der Dame in Schwarz (Portrait in Black)
- 1961: Urteil von Nürnberg (Judgment at Nuremberg)
- 1962: Hitler
- 1963: Der Preis (The Prize)
- 1965: Das Narrenschiff (Ship of Fools)